# Salzburg-Umgebung
Salzburg-Umgebung kerület (németül Bezirk Salzburg-Umgebung) Salzburg tartomány 6 közigazgatási egységének egyike, amelyet Flachgau-nak is neveznek. Délen Tennengau (másként Hallein kerület), északon és keleten Felső-Ausztria, nyugaton pedig Bajorország (Németország) határolja.

## Története
Flachgau a 6. századtól a Bajor Hercegséghez tartozott, ezt követően, 1275-ben a salzburgi érsekség uralma alá került. 1803-ban újra a bajoroké lett, majd 1816-ban a Habsburg Birodalomhoz csatolták, de a Salzach-tól nyugatra eső vidék nélkül. Az 1848-ban létrehozott új alkotmányban osztották fel Salzburg tartományt több kerületre. Közigazgatásilag 1896-ig Tennengau is része volt.

## Közigazgatási egységei

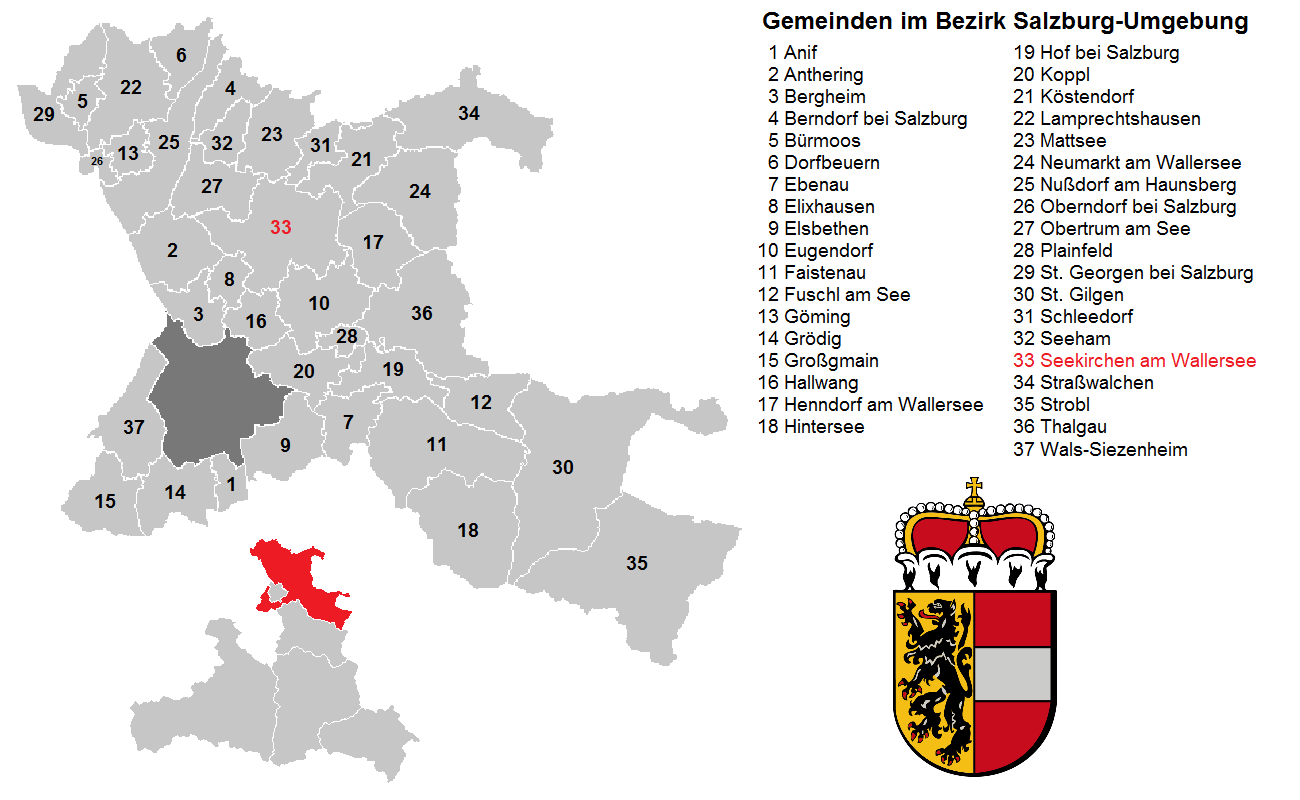
Salzburg-Umgebung

A kerületet 37 egységre osztották fel, amelyből 3 város és 6 egykoron vásárjoggal rendelkező község, melyek ma mezővárosok (Marktgemeinde). A vásárjoggal ma már nem jár előjog, azonban a régi titulus megmaradt nevükben.

### Városok
(Zárójelben a népesség nagysága szerepel a 2023. népszámlálás alapján.)
- Neumarkt am Wallersee (6 626)
- Oberndorf bei Salzburg (6 058)
- Seekirchen am Wallersee (11 233)

### Mezővárosok
- Eugendorf (7 119)
- Grödig (7 408)
- Mattsee (3 499)
- Obertrum (4 958)
- Straßwalchen (8 011)
- Thalgau (6 030)

### Községek
- Anif (4 286)
- Anthering (3 748)
- Bergheim (5 855)
- Berndorf bei Salzburg (1 744)
- Bürmoos (5 027)
- Dorfbeuern (1 621)
- Ebenau (1 434)
- Elixhausen (3 128)
- Elsbethen (5 507)
- Faistenau (3 100)
- Fuschl am See (1 659)
- Göming (761)
- Großgmain (2 614)
- Hallwang (4 235)
- Henndorf am Wallersee (5 078)
- Hintersee (470)
- Hof bei Salzburg (3 630)
- Koppl (3 679)
- Köstendorf (2 678)
- Lamprechtshausen (4 078)
- Nußdorf am Haunsberg (2 535)
- Plainfeld (1 305)
- St. Georgen bei Salzburg (3 081)
- St. Gilgen (4 076)
- Schleedorf (1 148)
- Seeham (2 004)
- Strobl (3 691)
- Wals-Siezenheim (14 246)